# Sundi
Sundi é uma localidade no noroeste da Ilha do Príncipe, em São Tomé e Príncipe. Sua população é de cerca de 420 habitantes.
A roça (vila) se localiza distante 5 quilômetros da capital regional, a cidade de Santo António. É conhecida por ser a sede do Grupo Desportivo Sundy, time de futebol vencedor do campeonato nacional em 2010.

## História
Em 1822, a primeira plantação de cacau do arquipélago foi estabelecida em Sundi. Diversas construções desta época ainda estão preservadas no local.
A Roça Sundy destaca-se como o local onde se comprovou a teoria da relatividade de Albert Eisntein, em 1919.